# In the Beginning, Volumes 1 & 2
In the Beginning, Volumes 1 & 2 ist ein Jazzalbum von Dr. Lonnie Smith. Die vom 27. bis 29. März 2012 in einem umgebauten Fabrikgebäude in Queens entstandenen Aufnahmen erschienen am 15. Oktober 2013 auf Dr. Lonnie Smiths Label Pilgrimage Productions.

## Hintergrund
Nachdem der Organist Dr. Lonnie Smith in den zwanzig Jahren zuvor eigene Alben mit kleineren Ensembles eingespielt hatte, wählte er für In the Beginning das Oktett-Format. Für den Auftritt bzw. das Album bearbeitete Lonnie Smith ein Dutzend eigener Kompositionen aus seiner frühen Karriere und spielte sie live mit einem Oktett. Das Material stammte aus seinen frühen Alben Finger-Lickin’ Good (1967), Think! (1969), Turning Point (1969), Move Your Hand (1969) und Drives (1970); unterstützt von Ian Hendrickson-Smith hat Lonnie Smith diese Musik für das Oktettformat arrangiert.
In seinem Ensemble spielten die vier Bläser Andy Gravish (Trompete), Ian Hendrickson-Smith (Flöte, Altsaxophon), John Ellis (Tenorsaxophon, Bassklarinette) und Jason Marshall (Baritonsaxophon). Lonnie Smiths Rhythmusgruppe bildeten Ed Cherry (Gitarre), Jonathan Blake (Schlagzeug) und Little Johnny Rivero (Perkussion).

## Titelliste
- Dr. Lonnie Smith Octet: In the Beginning, Volumes 1 & 2 (Pilgrimage PCD002)[2]

CD1
1. Falling in Love 7:38
2. Aw Shucks 6:28
3. Move Your Hand 6:18
4. Turning Point 13:37
5. In The Beginning 5:31
6. Mama Wailer / Hola Muneca Medley 14:47

CD2
1. Keep Talkin’ 7:55
2. Psychedelic Pi 9:40
3. Slow High 6:28
4. Call of the Wild 12:38
5. Slouchin’ 7:58
6. Track Nine 9:19

Die Kompositionen stammen von Lonnie Smith.

## Rezeption
Lloyd Sachs schrieb in JazzTimes, das Doppelalbum In the Beginning sei nicht nur sein belebendstes Werk seit Jahren, es sei auch eines der aufregendsten Hammond B-3-Alben seit langem. Das Oktett-Format auf mehreren Tracks sorge für zusätzliche Energie und Pep. Arrangeur Ian Hendrickson-Smith trage zu den gekonnten Polieren der verschiedenen Facetten von Smiths Stil auf dieser Sammlung von Eigenkompositionen des Organisten bei, die [stilistisch] mit dem gefühlvollen „Keep Talkin“ bis in die 1960er-Jahre zurückreiche, dem Blues in „Aw Shucks“, der verführerischer Sinnlichkeit von „Slow High“ und dem funkígen Soul von „Move Your Hand“ mit der Stimme des Bandleaders. Letztendlich sei es jedoch das außergewöhnliche Trio im Kern dieser Live-Aufnahme, das am wichtigsten sei, so der Autor. Smiths bemerkenswerte Beherrschung der Orgel zeige sich in seinen hypnotisierenden, mehrstimmigen Lauf aus getrennten, aber gleichen Linien. Die melodischen Schnappschüsse des Gitarristen Ed Cherry und die adrenalingeladenen Schläge von Schlagzeuger Johnathan Blake – insbesondere in der psychedelischen Swing-Nummer „Turning Point“ – beleben den klassischen Sound. Das Trio brauche eigentlich keine Bläser, um kraftvolle Momente zu produzieren.

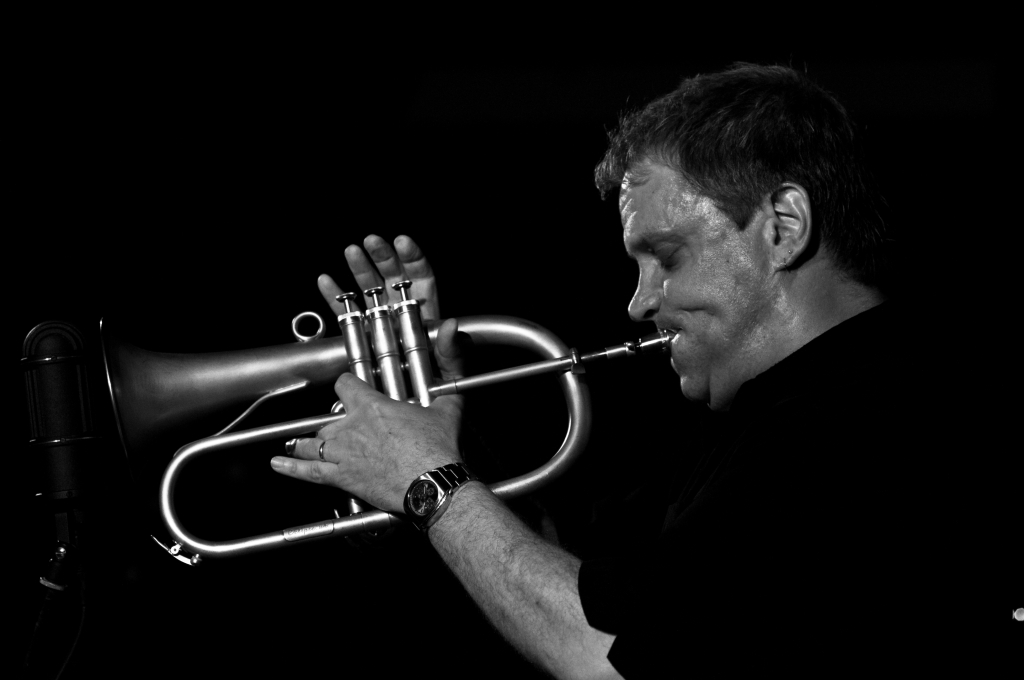
Andy Gravish (2007)

Nach Ansicht von C. Michael Bailey, der das Album in All About Jazz rezensierte, beweise Smith mit diesen Aufnahmen, dass er der Meister seiner Ecke im Orgeljazz-Universums ist. Er sei nicht mit Jimmy Smith oder Big John Patton zu vergleichen; obwohl Smiths Musik vom Blues geprägt ist, sei sie im Vergleich zu diesen Vorgängern und anderen Organisten letztendlich für das Genre stilistisch einfach breiter. So mische Smith die Rhythmen wie „ein verrückter, aber begabter Alchemist“ und kreuze lateinamerikanische und afrikanische Rhythmen mit [Einflüssen aus] Fernost und Westeuropa.
Nick Deriso schrieb in Something Else!, Dr. Lonnie Smith blicke zwar [musikalisch] nicht zurück; dennoch bleibe die Anziehungskraft seiner frühesten Aufnahmen – darunter swingende Grooves wie Turning Point und Move Your Hand – aus den späten 1960er-Jahren stark. Statt nostalgisch zurückzukehren, wollte er das Material aktualisieren, neue Klangfarben und Schattierungen hinzufügen und die Stücke nicht als Kuriositäten aus einer anderen Zeit, sondern als lebendige, atmende Kunstwerke präsentieren. Einfache, groovegeladene Ideen wie der Titeltrack, der ursprünglich auf Smiths Debüt Finger-lickin’ Good (1967) zu finden war, würden durch das Prisma eines neu zusammengestellten Oktetts verständnisvoller Spieler brillant erweitert.